# Botanophila longifurcula
Botanophila longifurcula este o specie de muște din genul Botanophila, familia Anthomyiidae, descrisă de Zhong în anul 1985. Conform Catalogue of Life specia Botanophila longifurcula nu are subspecii cunoscute.